# The Horse Soldiers
The Horse Soldiers (conocida en España como Misión de audaces y en Hispanoamérica como Marcha de valientes) es una película bélica estadounidense del año 1959, perteneciente al género wéstern. Fue dirigida por John Ford y protagonizada por John Wayne, William Holden y Constance Towers. Está basada en la novela homónima de Harold Sinclair y se estrenó en Estados Unidos el 12 de junio de 1959.
El filme recrea un episodio real de la Guerra de Secesión americana, la denominada «incursión de Grierson» durante la campaña de Vicksburg (3 de noviembre de 1862 — 4 de julio de 1863).

## Argumento
El coronel Marlowe (John Wayne) recibe la orden del general Grant de adentrarse con su escuadrón de soldados de la Unión en territorio enemigo de los confederados del sur. El objetivo es destruir la línea de tren entre las estaciones de Newton y Vicksburg (en el estado de Misisipi) con el fin de impedir el abastecimiento de los territorios del sur, como parte de un plan para poder avanzar militarmente en la región. Junto al coronel se envía al cirujano militar Henry Kendall (William Holden) para encargarse de los heridos.
La historia se complica cuando Hannah Hunter (Constance Towers), una joven sureña, escucha los planes de la misión. Para evitar que la joven revele el objetivo y recorrido de la misión, el coronel Marlowe se ve obligado a hacerla prisionera y llevársela con ellos hasta que consigan su objetivo. Finalmente, logran volar la estación y las vías del tren. El viaje de regreso al territorio de la Unión no está exento de incidentes, ya que las tropas confederadas les persiguen.

## Reparto
- John Wayne - Coronel John Marlowe
- William Holden - Mayor (Comandante) Henry 'Hank' Kendall
- Constance Towers - Srta. Hannah Hunter de Greenbriar
- Althea Gibson - Lukey, doncella de la srta. Hunter
- Judson Pratt - Sargento mayor Kirby
- Hoot Gibson - Sargento Brown
- Ken Curtis - Cabo Wilkie
- Willis Bouchey - Coronel Phil Secord
- Bing Russell - Dunker, soldado yanqui amputado
- O. Z. Whitehead - Otis 'Hoppy' Hopkins
- Hank Worden - Deacon Clump

## Antecedentes
La película está basada muy libremente en The Horse Soldiers, A Novel of the Civil War, novela escrita por Harold Sinclair en 1956 que, a su vez, está basada en la histórica «incursión de Grierson» de 17 días y en la batalla de Newton's Station durante la guerra de Secesión.
En abril de 1863, el coronel Benjamin Grierson condujo a 1700 soldados desde La Grange (Tennessee) hasta Baton Rouge (Luisiana), atravesando más de 600 millas (cerca de mil kilómetros) por territorio enemigo, destruyendo la línea ferroviaria confederada y las vías de abastecimiento entre Newton's Station y Vicksburg, ambos en el estado de Misisipi. La misión fue parte de la exitosa campaña de Vicksburg del ejército de la Unión para conseguir el control del tráfico fluvial por el río Misisipi y que culminó con la conquista de Vicksburg. La destrucción liderada por Grierson de los enlaces y abastecimientos dependientes de la línea ferroviaria controlada por los confederados fue clave para desbaratar la estrategia y la logística del general confederado John C. Pemberton. El general unionista William Tecumseh Sherman describió la audaz incursión de Grierson como «la más brillante de la guerra».
La película Misión de audaces / Marcha de valientes (The Horse Soldiers), aunque inspirada en la incursión de Grierson, es un relato ficticio que se aleja considerablemente de los hechos reales. El protagonista en la vida real, un profesor de música llamado Benjamin Grierson, se convierte en el ingeniero ferroviario John Marlowe en la película. La sureña Hannah Hunter, interés amoroso de Marlowe, no existió en la realidad. Se alteraron numerosos detalles «para hacer la historia más accesible y dinámica de cara a los no aficionados a la Historia, que serían la mayor parte de la audiencia».
El doctor Erastus Dean Yule, cirujano en la vida real homólogo del mayor Hank Kendall, se ofreció voluntario para quedarse con los heridos que estaban demasiado graves para continuar la marcha, al igual que Kendall en la película, y fue capturado por los confederados. La incursión tuvo lugar realmente un año antes de que se construyera el tristemente célebre campo de prisioneros de Andersonville —que sí es nombrado en la película— y finalmente fue intercambiado como prisionero de guerra.

## Producción
La película se filmó en los estados de Luisiana, Misisipi y California y en los estudios Samuel Goldwyn. Concretamente, las escenas exteriores se filmaron en la parroquia de Natchitoches (Luisiana), a lo largo de las orillas de un brazo muerto del río Rojo del Sur, denominado «lago del río Cane»; y en los alrededores y dentro de la ciudad de Natchez (Misisipi). La productora construyó un puente sobre el río Cane para la escena de la batalla fundamental y muchas personas de la población local fueron contratadas como extras. También presenta escenas filmadas en el Parque Regional Wildwood en Thousand Oaks (California). Se rodó en color, con la tecnología Color by DeLuxe.
Holden y Wayne obtuvieron 750 000 dólares cada uno por su participación, un salario excepcional para el momento. El proyecto estuvo desde el principio plagado de sobrecostes, discordias y tragedia. Holden y Ford discutían continuamente. Wayne estaba preocupado por la organización de la preproducción de El Álamo (The Alamo, 1960). El papel de Lukey estaba escrito en el dialecto de los negros que Althea Gibson —campeona de Wimbledon el año anterior y del Abierto de Estados Unidos, seleccionada para el papel— consideró ofensivo. Así, informó a Ford de que no estaba dispuesta a seguir las líneas tal como estaban escritas. Aunque Ford era conocido por su intolerancia con las demandas de los actores, aceptó modificar el guion.
Durante el rodaje de la escena de la última batalla, Fred Kennedy —un experto especialista— se fracturó el cuello al interpretar una caída del caballo y murió. Joseph Malham, biógrafo de Ford, escribió: «Ford quedó totalmente destrozado. Se sentía plenamente responsable de las vidas de las personas que actuaban bajo su dirección». De acuerdo con el guion, la película debía terminar con la entrada triunfal de Marlowe en Baton Rouge, pero Ford sencillamente perdió el interés  después de la muerte del Kennedy. Terminó la película con el adiós de Marlowe a Hanna Hunter antes de cruzar y volar el puente.

## Recepción
La película, en su estreno en EE. UU., alcanzó el puesto número uno, pero finalmente resultó un fracaso comercial, debido principalmente a los altos salarios de Wayne y Holden y a la compleja participación de múltiples compañías productoras. La respuesta de la audiencia y la crítica fue «deslucida».
El iconoclasta crítico literario Manny Farber, en la revista estadounidense The New Leader, la calificó como «el desastre del mes», criticando la interpretación de los actores y especialmente el trabajo de Ford.